# 井澤八郎
井澤八郎（日语：／ Izawa Hachirou，1937年3月18日—2007年1月17日），本名工藤金一（くどう きんいち），男，日本演歌歌手。

## 生平
青森縣弘前市出生。出身弘前世家，同一個地方初中的時候歌唱力開始嶄露頭角。
初中畢業後，以歌手作為目標進京。1963年以『男人船』（作詞松井由利夫，作曲大澤淨二）完成初次亮相。第二回的『啊啊ゝ上野站』作為井澤八郎代表作的同時，成為反映二戰後的日本世相的代表曲子。其他有『男人傘』、『北海的滿月』等的流行歌曲。作曲家大澤淨二是其恩師。由於把高音作為特徵的歌聲，晚年也活躍在展覽和電視節目等等。
1983年違犯交通規則，1985年在約會俱樂部向16歲的女性買春的行為，引起所說的醜聞。（是觸犯愛知縣青少年保護培養條例的行為，不過，因為井澤不知道對方女性的年齡，不予逮捕和起訴。）私生子存在的說法也更加明顯。因為這樣的醜聞，文藝活動一時無法繼續之後，成為與夫人不和的起因，1989年婚姻關係出現破裂。之後1994年，與一直有所來往的青羽女士再婚。
2005年秋左右，訴諸健康狀態不良檢驗的結果，發現食管癌接受手術，不過，翌年5月癌向淋巴節轉移。同年秋再入院，致力於治療。
2007年1月17日下午11點18分，因為食管癌在上野永壽綜合醫院死去。得年69歲。

## 家庭
妻子为日式酒家經營者的令愛，有一雙兒女：女儿工藤夕貴为演員，儿子工藤正貴为原演員俱樂部DJ。第二任妻子青羽美代子是廣播劇演員出身。

## 啊啊ゝ上野站
1954年4月5日，622名剛剛初中畢業的少男少女們集結成團，懷著對大城市的嚮往和未來的美好憧憬，以及對故鄉和親人的留戀之情，踏上了從青森開往上野的就職列車，從而拉開了「集團就職」的風潮，第一輛集團就職列車由此產生了。
『啊啊ゝ上野站』就是以當時這些年輕的集團就職者為主題，唱出了廣大青年打工者真實的心聲，因此深受他們喜愛，並被廣為傳唱。井澤八郎剛好是青森人，年齡又與這些就職者相倣，由他來演唱這首歌也就再合適不過了。可以說，井澤八郎因為演唱『啊啊ゝ上野站』而成了這一群體的代言人。此曲也以其鮮明的時代特徵和井澤八郎的名字一起被永久地載入日本歌謠史冊。2003年7月6日『啊啊ゝ上野站』歌碑在上野火車站前設立，這是對那個時代以及已經去世的井澤先生最好的紀念了。